# Torma
Torma war eine estnische Landgemeinde im Kreis Jõgeva mit einer Fläche von 349,3 km².
Die Landgemeinde hat 2234 Einwohner (Stand: 1. Januar 2010). Neben den Hauptorten Torma (Verwaltungszentrum) und Sadala umfasste sie die Dörfer Iravere, Kantküla, Kodismaa, Koimula, Kõnnu, Leedi, Liikatku, Lilastvere, Näduvere, Ookatku, Oti, Rassiku, Reastvere, Rääbise, Sätsuvere, Tealama, Tuimõisa, Tõikvere, Tähkvere, Vaiatu, Vanamõisa, Võidivere und Võtikvere.
Torma wurde 1212 in einer russischen Chronik erstmals erwähnt. In der Gemeinde befindet sich eine Vielzahl sehenswerter, ehemals deutschbaltischer Gutshäuser, wie zum Beispiel Kõnnu (deutsch: Kondo), Leedi (Ledis), Lilastvere (Lilastfer), Rahuoru (Friedenthal), Reastvere (Restfer), Rääbise (Repshof), Tõikvere (Toikfer), Tähkvere (Flemmingshof), Vaiatu (Somel),  Vanamõisa (Alt-Padefest) und Võtikvere (Wottigfer).

## Persönlichkeiten
- Eduard Magnus Jakobson (1847–1903), Baptistenprediger und künstlerischer Xylograph, wurde in Torma geboren.